# 李邕 (東魏)
李邕，字修穆，北魏顿丘人，李平的儿子，李諧的弟弟。
李邕年轻时有才气，有逸才。官至著作佐郎、高阳王元雍友。文人学士，多与其为忘年交。他的才藻之美，为时人所称道。二十五岁时去世。追赠镇远将军、洛州刺史，谥文。